# Eduardo Schwank
Eduardo Schwank (* 23. dubna 1986, Rosario, Argentina) je argentinský profesionální tenista. Ve své dosavadní kariéře vyhrál na okruhu ATP World Tour jeden turnaj ve čtyřhře. Na turnajích typu Challenger zaznamenal 13 finálových vítězství (7x zvítězil ve dvouhře a 6x ve čtyřhře). Na French Open 2011 se společně s Kolumbijcem Juan Sebastiánem Cabalem probojovali do finále mužské čtyřhry a ve stejné sezóně prohrál s Giselou Dulkovou finále smíšené čtyřhry na US Open.
Nejvýše klasifikován na žebříčku ATP ve dvouhře byl na 48. místě (červen 2010) a ve čtyřhře pak na 17. místě (červen 2011).

## Finále na Grand Slamu

### Mužská čtyřhra: 1 (0–1)

#### Finalista
| Rok  | Turnaj      | Spoluhráč            | Vítězové                 | Výsledek       |
| 2011 | French Open | Juan Sebastián Cabal | Max Mirnyj Daniel Nestor | 63–7, 6–3, 4–6 |

### Smíšená čtyřhra: 1 (0–1)

#### Finalista
| Rok  | Turnaj  | Spoluhráčka    | Vítězové                   | Výsledek            |
| 2011 | US Open | Gisela Dulková | Melanie Oudinová Jack Sock | 7–67–4, 4–6, [10–8] |

## Finálové účasti na turnajích ATP World Tour (3)
| Legenda             |
| Grand Slam          |
| Tennis Masters Cup  |
| ATP Masters Series  |
| Olympijské hry      |
| ATP 500 Series      |
| ATP 250 Series (1Č) |
| Challenger (7D/6Č)  |

### Čtyřhra: 3 (1–2)

#### Vítěz (1)
| Č. | Rok  | Turnaj    | Povrch | Spoluhráč      | Finalisté                          | Výsledek       |
| 1. | 2010 | Stuttgart | antuka | Carlos Berlocq | Christopher Kas Philipp Petzschner | 7:6(5), 7:6(6) |

#### Finalista (2)
| Č. | Rok  | Turnaj        | Povrch | Spoluhráč            | Vítězové                   | Výsledek         |
| 1. | 2010 | Montpellier   | tvrdý  | Marc López           | Stephen Huss Ross Hutchins | 2:6, 6:4, 7–10   |
| 2. | 2011 | Roland Garros | antuka | Juan Sebastián Cabal | Daniel Nestor Max Mirnyj   | 6:7(3), 6:3, 4:6 |

## Tituly na turnajích ATP Challenger Tour (13)

### Dvouhra (7)
| Č. | Datum              | Turnaj            | Povrch | Soupeř ve finále     | Výsledek            |
| 1. | 7. říjen, 2007     | Medellín          | antuka | Chris Guccione       | 7–5, 5–7, 7–5       |
| 2. | 27. duben, 2008    | Cremona           | tvrdý  | Björn Phau           | 6–3, 6–4            |
| 3. | 3. květen, 2008    | Řím               | antuka | Eric Prodon          | 6–3, 6–7(2), 7–6(3) |
| 4. | 18. květen, 2008   | Bordeaux          | antuka | Igor Kunicyn         | 6–2, 6–2            |
| 5. | 25. říjen, 2009    | Santiago de Chile | antuka | Nicolás Massú        | 6–2, 6–2            |
| 6. | 21. listopad, 2009 | Lima              | antuka | Jorge Aguilar        | 7–5, 6–4            |
| 7. | 31. leden, 2010    | Bucaramanga       | antuka | Juan Pablo Brzezicki | 6–4, 6–2            |

### Čtyřhra (6)
| Č. | Datum              | Turnaj            | Povrch | Partner          | Soupeři ve finále                     | Výsledek        |
| 1. | 12. srpen, 2007    | Campos do Jordão  | tvrdý  | Horacio Zeballos | John Paul Fruttero Izak Van der Merwe | 3–6, 6–3, 12–10 |
| 2. | 18. srpen, 2007    | Manta             | tvrdý  | Horacio Zeballos | John Paul Fruttero Eric Núñez         | 6–4, 6–2        |
| 3. | 25. listopad, 2007 | Lima              | antuka | Pablo Cuevas     | Michael Quintero Martin Vilarrubi     | 6–4, 6–2        |
| 4. | 20. leden, 2008    | La Serena         | antuka | Nicolás Lapentti | Sebastián Decoud Cristian Villagrán   | 6–4, 6–0        |
| 5. | 2. březen, 2008    | Santiago de Chile | antuka | Mariano Hood     | Brian Dabul Jean-Julien Rojer         | 6–3, 6–3        |
| 6. | 27. duben, 2008    | Cremona           | tvrdý  | Dušan Vemić      | Florin Mergea Horia Tecău             | 6–3, 6–2        |

## Postavení na žebříčku ATP na konci sezóny

### Dvouhra
| Rok    | 2003  | 2004    | 2005   | 2006   | 2007   | 2008  | 2009   |
| Pořadí | 1324. | ▲ 1253. | ▲ 976. | ▲ 294. | ▲ 175. | ▲ 58. | ▼ 118. |

### Čtyřhra
| Rok    | 2003  | 2004   | 2005    | 2006   | 2007   | 2008  | 2009   |
| Pořadí | 1564. | ▲ 860. | ▼ 1696. | ▲ 551. | ▲ 232. | ▲ 96. | ▼ 176. |